# Kepelino
Zepherin "Kepelino" Kahōʻāliʻi Keauokalani, né vers 1830 et mort vers 1878, est un historien culturel autochtone hawaïen, auteur de Kepelino's Traditions of Hawaii. Né dans une famille issue à la fois de la classe sacerdotale et de la noblesse hawaïenne, Kepelino se converti très tôt au catholicisme avec sa famille. Il est éduqué par des missionnaires catholiques et rejoint brièvement la mission à Tahiti avant de revenir terminer ses études à Honolulu. Il devient rédacteur en chef d'un journal en hawaïen destiné aux catholiques et contribue à de nombreux ouvrages écrits sur l'histoire et la culture d'Hawaï. Servant comme secrétaire particulier de la reine Emma d'Hawaï, il sosutient sa candidature au trône lors de l'élection monarchique de 1874 contre Kalākaua. Après la défaite de la reine aux élections et l'accession de Kalākaua au trône, Kepelino s'implique dans une tentative de renversement du nouveau roi en faveur de la reine Emma, ce qui conduit à son procès et à son emprisonnement pour trahison.

## Nom
Kepelino est la prononciation hawaïenne de son prénom Zepherin. Ses noms sont rendus sous plusieurs formes. De manière confuse, il utilise les noms Kahōʻāliʻi (qui est l'abréviation de Kahōʻāliʻikumaieiwakamoku) et Keauokalani de manière interchangeable comme nom de famille. Il signe ses noms sous les noms de Z. Teauotalani, Zepherin Keauokalani, John P. Zephyrina Kahoalii et d'autres formes alternatives. Le nom le plus complet qu'il utilise est Zepherin Kuhopu Kahoalii Kameeiamoku Kuikauwai,.

## Début de la vie
Né à Kailua-Kona sur l'île d'Hawaï, vers 1830, il est nommé Kahōʻāliʻikumaieiwakamoku, ce qui signife « chef en devenir des neuf districts », d'après les districts traditionnels (moku) de Hilo, Puna, Ka'ū, North Kona, South Kona, North Kohala, South Kohala, Hāmākua et Mokuola. Son père Namiki est un descendant de la lignée sacerdotale de Pa'ao et sa mère Kahiwa Kānekapōlei est une fille du roi Kamehameha Ier, fondateur du royaume d'Hawaï,. En 1853, Kepelino rencontre l'écrivain français Jules Rémy et lui fournit une généalogie de la lignée sacerdotale de Pa'ao. Rémy utilise également les œuvres inédites de Namiki dans son récit Récits d'un vieux sauvage pour servir à l'histoire ancienne de Havaii,,,.
Jusqu'à l'édit de tolérance hawaïen de 1839, le catholicisme romain est interdit, les missionnaires français sont déportés et les convertis hawaïens persécutés sous le règne de la reine ultra protestante Ka'ahumanu qui règne en tant que régente du roi Kamehameha III. L'intervention militaire française en 1839 force finalement les Kamehameha III à mettre fin aux persécutions et à permettre aux missionnaires catholiques d'établir une mission dans les îles hawaïennes. Le 26 juin 1840, les missionnaires catholiques, le père Arsenius Walsh et le père Ernest Heurtel, viennent d'Honolulu à Kailua pour établir une mission sur l'île d'Hawaï, qui devient plus tard l'église Saint-Michel-Archange,,. Kepelino et ses parents sont parmi les premiers Hawaïens de Kailua à se convertir à la foi catholique. Après sa conversion, il reçoit le nom de Zepherin ou Kepelino, peut-être du nom du pape Zephyrinus du IIe siècle. Envoyé à Honolulu, Kepelino est formé par les missionnaires catholiques pour devenir enseignant laïc et reçoit une éducation de base en lecture, écriture, géographie et calcul. En 1847, il accompagne le Père Heurtel comme assistant missionnaire à Tahiti, dans l'espoir qu'il puisse attirer de jeunes tahitiens convertis au catholicisme. Son passage est payé par Louis Désiré Maigret, vicaire apostolique des îles Sandwich. Heurtel et Kepelino partent le 5 juin et arrivent à Tahiti le 6 juillet, cependant, leur mission catholique tahitienne échoue à cause de la concurrence de la mission protestante établie en 1797 par la London Missionary Society. Les missionnaires protestants demandent aux familles converties de rester à l'écart de Kepelino. Sans objectif assigné, il devient oisif et entrave le bon déroulement de la mission. Le père Heurtel, craignant que le jeune Hawaïen ne soit « perdu dans notre Babylone », écrit une lettre à Louis Maigret le 25 août, demandant que Kepelino soit renvoyé à Hawaï :

« Autre chose. J'avais emmené avec moi Zépherin pour essayer d'attirer les enfants kanaka à l'école, et il aurait parfaitement réussi si cela avait été possible. Il y a des enfants qui l'aimaient beaucoup, mais les ministres protestants sont aussi mauvais à Tahiti que ceux des îles Sandwich et ils ont fait démolir ce qu'il voulait construire. Ils ont dit aux parents que s'ils permettaient aux enfants d'aller voir le Pape, ils cesseraient d'appartenir à l'église. Les parents intimidés ont interdit à leurs enfants de venir nous voir et ils sont tous partis. Depuis, Zépherin, n'ayant plus rien pour l'occuper, s'est ennuyé ; il s'est mis à faire de petites farces et comme je crains que l'oisiveté ne devienne une cause d'égarement dans notre Babylone, j'ai résolu de le renvoyer à ses parents. Je vous demande, Monseigneur, de l'envoyer à Hawaï à la première occasion. »

## Carrière

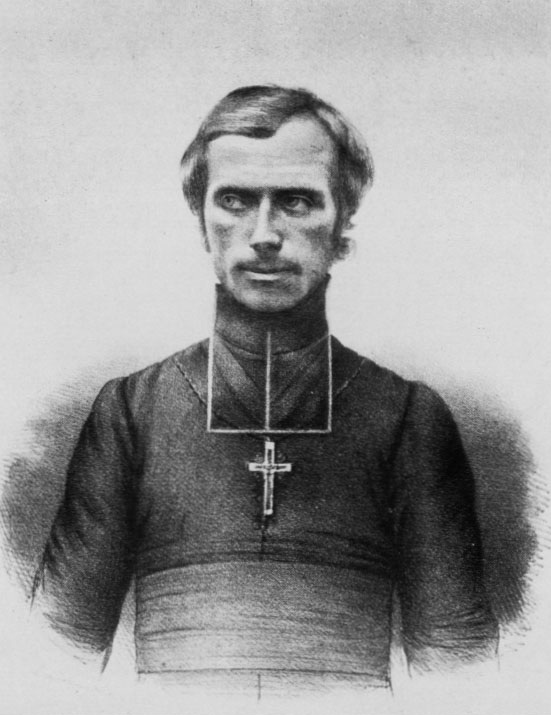
Kepelino est un protégé de Louis Désiré Maigret (photo), fondateur de la mission catholique à Hawaï.

De retour à Hawaï, on ne sait pas grand-chose de sa vie pendant un certain temps. Entre 1861 et 1869, il poursuit ses études au Collège de 'Āhuimanu, fondé en 1846 par la Congrégation des Sacrés-Cœurs de Jésus et de Marie. Apprenant l'anglais, le français, le latin et le grec, il reçoit l'enseignement de Louis Maigret. De 1860 à 1861, il écrit pour le journal catholique hawaïen Ka Hae Kiritiano où il publie ce qui est décrit comme des lettres controversées sous le nom de « Z. Kahoalii ». En 1869, il écrit des lettres pour un autre journal Ka Hae Katolika et compose trois chants funèbres pour le père Walsh. Toutes ces publications sont publiées depuis Honouliuli, sur l'île Oahu, peut-être là où il vivait. Au cours de cette période, Kepelino vit avec un étudiant en traditions hawaïennes nommé Koha et devient membre d'un petit groupe d'Hawaïens qui se réunissent pour discuter de l'histoire, de la culture et des traditions hawaïennes du passé,.
En 1874, Kepelino devient secrétaire privée de la reine Emma, veuve du roi Kamehameha IV qui règne de 1855 jusqu'à sa mort en 1863, l'aidant à rédiger des proclamations en hawaïen et agissant comme émissaire royal entre la reine et ses partisans politiques. L'historien Alfons L. Korn note : « Ses activités en tant que secrétaire d'Emma ne se reflètent que de manière vacillante dans les documents écrits de l'époque, mais il semble probable qu'il l'a aidée à la fois en matière de généalogie et de rhétorique, et qu'il a composé certaines de ses proclamations à son public local ».

## Emprisonné pour trahison
Kepelino est un fervent partisan du droit d'Emma de succéder au roi Lunalilo lors de l'élection royale de 1874 contre Kalākaua. Dans les jours qui précèdent les élections, il écrit au roi d'Italie et à la reine Victoria pour demander des navires de guerre pour soutenir les revendications de la reine Emma. Ces lettres sont interceptées par Kalākaua en sa qualité de ministre des Postes. À l'annonce de la victoire de Kalākaua sur Emma le 12 février 1874, ses partisans déclenchent l'émeute du palais de justice d'Honolulu qui voit la destruction de biens gouvernementaux et l'agression de plusieurs législateurs qui votent contre la reine. Afin d'apaiser les troubles civils, les troupes américaines et britanniques débarquent avec la permission du gouvernement hawaïen et les émeutiers sont arrêtés. Kepelino affirme plus tard qu'il joue un rôle dans la répression des troubles et tente de faire descendre la reine de Hānaiakamalama pour arrêter ses partisans. Après l'émeute, Kepelino continue à soutenir politiquement son employeur et le Parti Reine Emma qui s'est formé pour s'opposer au nouveau roi. À l'été 1874, il lance une pétition auprès du commissaire français Théo Ballieu, demandant l'intervention française pour détrôner Kalākaua ,. La pétition, datée du 14 juillet et signée sous le nom de « John P. Zephyrina Kahoalii », affirme que « D. Kalakaua n'est pas le roi légitime. C'est pourquoi nous pleurons la paix brisée et la perte de notre indépendance. Le faux roi fait ce qui détruira notre indépendance et provoquera de grands troubles dans le futur. Car ce faux roi (D. Kalakaua) est très désireux d'hypothéquer le gouvernement auprès d'un gouvernement étranger pour un million de dollars »  .

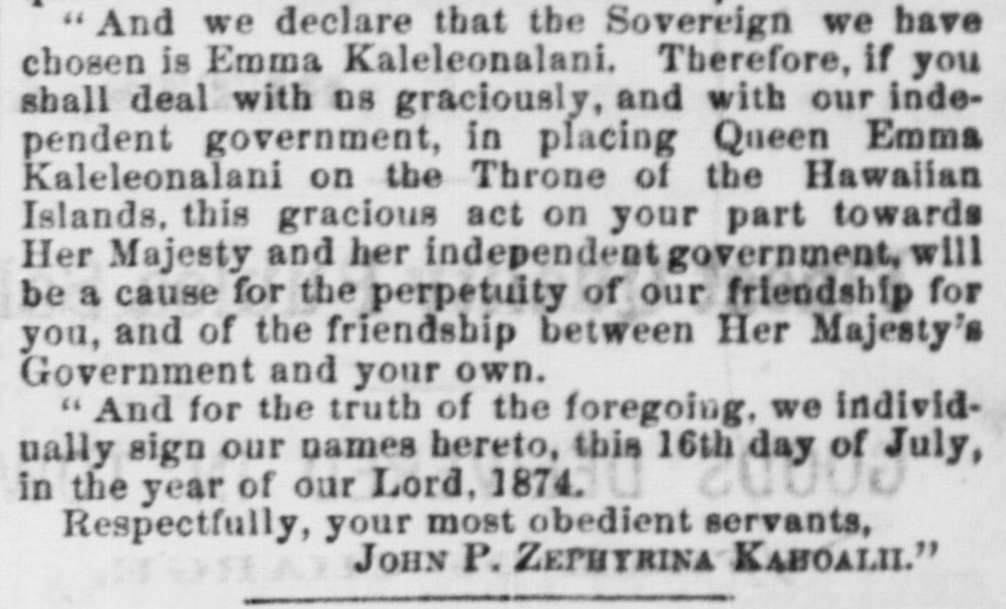
Pétition au commissaire français (extrait traduit), 1874

Le roi fait arrêter Kepelino et quatre autres Hawaïens pour trahison les 7 et 8 août. Les quatre autres sont libérés après l'audience préliminaire du 15 août, tandis que Kepelino est incarcéré pour trahison lors d'une audience ultérieure. La trahison est définie dans l'article 1 du chapitre 6 du Code pénal hawaïen comme suit : « La trahison est définie par les présentes comme étant tout complot ou tentative visant à détrôner ou détruire le roi, ou à déclencher une guerre contre le gouvernement du roi, ou à adhérer à ses ennemis. leur apporter aide ou réconfort, la même chose étant faite par une personne devant allégeance au Royaume » . Son procès devant la Cour suprême, le 6 octobre, est le premier procès pour trahison dans le royaume depuis la signature de la Constitution de 1840. Il est défendu par Kapahei Kauai, un juge de district autochtone hawaïen de Waimea, Kauai, et par J. Porter Green, un avocat d'Honolulu issu d'une famille de missionnaires américains. Malgré l'argument de son avocat selon lequel la requête n'est pas secrète et qu'elle n'est jamais parvenue au responsable français auquel elle est adressée, le jury composé d'autochtones hawaïens est parvenu à un verdict unanime de culpabilité en moins de vingt minutes,,.
Le 12 octobre, Kepelino est condamné à mort par pendaison par le président de la Cour suprême, Charles Coffin Harris,. Kepelino et Green, en tant qu'avocats de la défense, font appel au tribunal et demandent la clémence du roi. Dans une déclaration au juge, Kepelino déclare : « Sa Majesté n'a pas de sujet plus fidèle que moi ; je serais prêt à risquer ma vie pour lui. Le 12 février, on m'a demandé d'user de mon influence pour réprimer l'émeute, ce que j'ai fait. On m'a demandé d'essayer de convaincre la reine Emma de descendre et de réprimer l'émeute et je lui ai demandé de venir ». L'appel est transmis au roi et à son Conseil privé,. Il est placé dans la prison d'Oahu en attendant son exécution par pendaison prévue pour le premier vendredi de mars 1875. Peu avant le départ de Kalākaua pour sa visite d'État aux États-Unis, la peine est commuée par mandat royal le 13 novembre, passant de la peine de mort à dix ans d'emprisonnement,,. Il purge près de deux ans de sa peine à la prison d'Oahu. Grâce à l'intercession de Louis Maigret, le roi Kalākaua et son Conseil privé gracient et libèrent Kepelino le 23 septembre 1876,,. Cinq autres prisonniers graciés le même jour sont à l'origine des émeutiers des élections de 1874.
Les lettres survivantes de la reine Emma ne parlent pas en détail de l'épreuve entourant l'arrestation et l'emprisonnement de Kepelino. Seules de brèves notes sont faites sur Kepelino dans les lettres que son cousin Peter Ka'eo écrit à Emma, et les lettres survivantes montrent principalement l'inquiétude de Ka'eo pour lui. Écrivant le 8 août 1874, peu de temps après l'arrestation et avant le procès, Ka'eo déclare : « J'espère très sincèrement que Kepelino échappera à tout mal et sera victorieux de toutes les manières ». Le 26 octobre, après avoir pris connaissance du jugement, Ka'eo fait remarquer sur le sort de Kepelino : « Je plains Kepelino d'avoir subi de telles épreuves. Mais dans l'ensemble, je l'aime, montrant ainsi aux DK [partisans de Kalākaua] à quel point le parti est ferme. Les autochtones sont toujours pour vous ». Korn commente la manière calculatrice d'Emma et son ambition politique continue malgré ce qui est arrivé à ses partisans :

« Malheureusement, en raison de la perte de lettres importantes (brouillons et originaux) sur lesquelles fonder des conclusions, il est difficile de décrire, et encore plus d'essayer d'évaluer, la conduite de la reine pendant cette période. Moins encline à la vitupération que sa cousine d'ordinaire si douce, elle laisse cependant transparaître ici et là une pointe de malice, voire de venin. C'est comme si les deux pôles de son caractère, les enseignements de sa foi anglicane et sa dévotion féminine du milieu de l'ère victorienne pour le devoir et les bonnes œuvres civiques, s'étaient confondus avec son désir, en tant qu'alii, d'exercer un pouvoir politique : gagner le trône de Kamehameha et jouer le rôle qui lui revenait, comme elle l'entendait, sur la scène ancestrale. Quoi qu'il en soit, tandis que le pauvre Kepelino croupissait en prison, les pulsions conspiratrices de la reine, réprimées mais agitées, continuaient à chercher à se satisfaire. »

Kepelino ne s'est jamais marié et meurt vers 1878, peu après sa sortie de prison, entre quarante-cinq et cinquante ans.

## Postérité
Historien culturel réputé, Kepelino écrit sur la culture et l'histoire de son peuple. En raison de sa lignée familiale, il connait dès son plus jeune âge les traditions des kahuna (prêtres) et des aliʻi (chefs). Entre 1858 et 1860, il écrit Hooiliili Hawaii (« Collection hawaïenne ») dans une série de quatre parties. La première partie de cet ouvrage est traduite et rééditée par Bacil F. Kirtley et Esther T. Mookini en 1977. En 1868, il écrit son œuvre la plus célèbre Moolelo Hawaii, qui reste inédite jusqu'à ce qu'elle soit traduite après sa mort par Martha Warren Beckwith en 1932 sous le titre Kepelino's Traditions of Hawaii. Ses écrits combinent des éléments chrétiens hawaïens et occidentaux et, révélateurs de son éducation missionnaire, il dépeint l'ancien système politique hawaïen comme une forme de despotisme. Certaines de ses autres publications incluent Ka Mooolelo O na la Havaii (L'histoire du poisson d'Hawaï) en 1867 et He Vahi Huli-Toa Manu Havaii (Une description des oiseaux hawaïens). Les œuvres de Kepelino le placent parmi les autres premiers écrivains hawaïens tels que David Malo, John Papa ʻĪʻī, Samuel Kamakau et SN Haleʻole.
Commentant la biographie de Kepelino, Alfons L. Korn note :

« La connaissance de ses origines et de ses intérêts est largement basée sur le travail du Père Reginald Yzendoorn, historien de l'église catholique romaine à Hawaii, qui fut la principale source d'informations biographiques utilisées par Martha Warren Beckwith dans ses introductions à deux des ouvrages de Kepelino : Kepelino's Traditions of Hawaii (Bishop Museum Bulletin, No. 9s, Honolulu, 1932) ; et The Kumulipo, a Hawaiian Creation Chant (Honolulu : The University Press of Hawaii, 1972). »